# Beauty of Bath (manzana)
Beauty of Bath es el nombre de una variedad cultivar de manzano (Malus domestica). 
Procedente de plántula de semilla de origen desconocido. Se originó en Bailbrook, Bath, Somerset Inglaterra. Introducida en los circuitos comerciales por el vivero "Cooling of Bath" alrededor de 1864. Recibió un Certificado de Primera Clase de la Royal Horticultural Society en 1887. Esta variedad fue una vez la manzana comercial temprana más importante en el Reino Unido. Las frutas son suaves, jugosas y dulces y un poco de ácido, con un sabor característico.

## Sinónimos
- "Báthské jablko",
- "Batskaya krasavitsa",
- "Cooling's Beauty of Bath",
- "Frumos de Bath",
- "Krasivoe iz Bata",
- "Schoner aus Bath",
- "Schoner von Bath",
- "Schonheit aus Bath",
- "Schonheit von Bathl".

## Historia

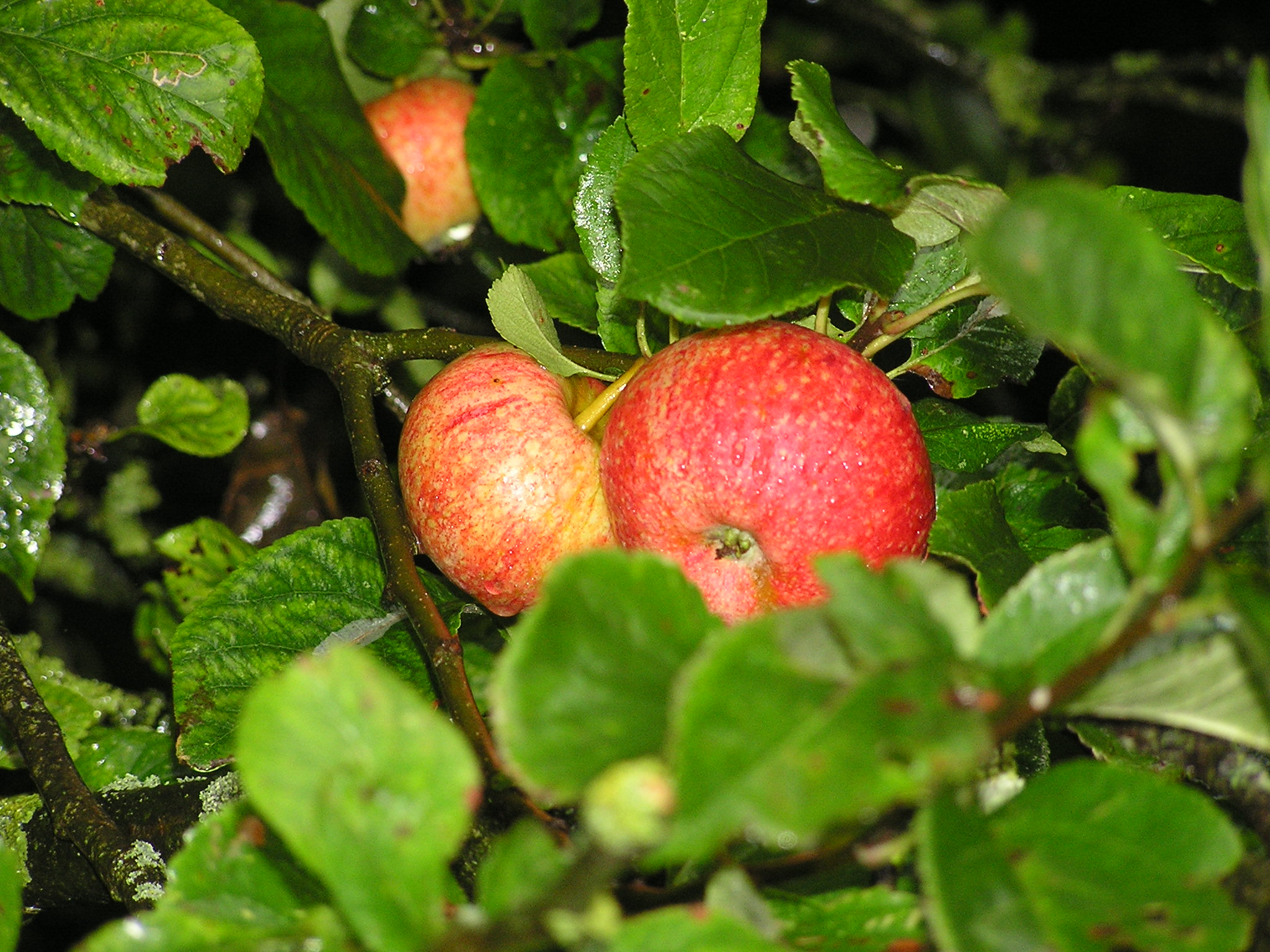
Las manzanas de la variedad 'Beauty of Bath' en el árbol.

'Beauty of Bath' es una variedad de manzana, procedente de plántula de semillas, que se originó en Bailbrook, Bath, Somerset Inglaterra (Reino Unido). Introducida en los circuitos comerciales por el vivero "Cooling of Bath" alrededor de 1864. Recibió un Certificado de Primera Clase de la Royal Horticultural Society en 1887.
'Beauty of Bath' se cultiva en la National Fruit Collection con el número de accesión: 1966-146 y Accession name: Beauty of Bath (LA 63A).

## Características

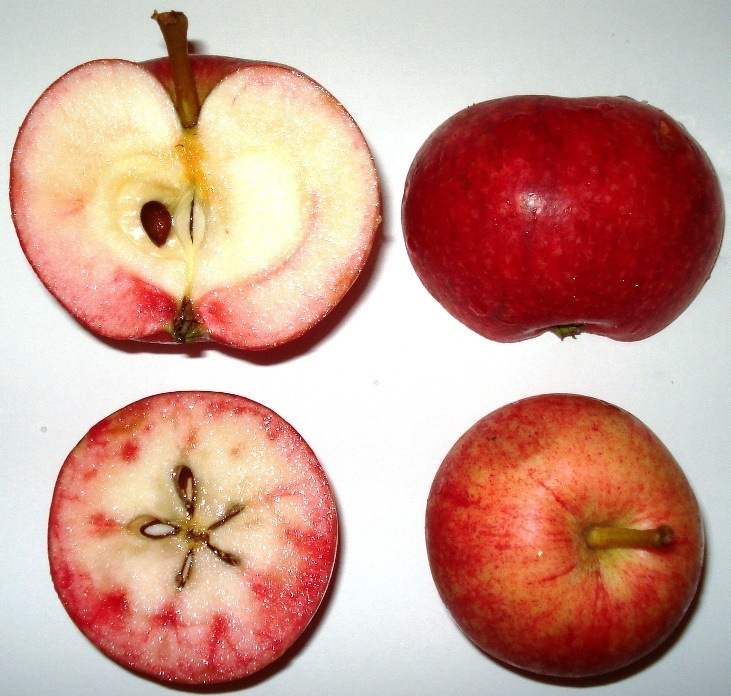
Las manzanas de la variedad 'Beauty of Bath' donde se aprecia la infusión del color rosado de la piel en la carne.

'Beauty of Bath' árbol de extensión erguida, no muy vigoroso. Tarda mucho en empezar a producir, pero tiende a producir cosechas moderadas anualmente. Funciona mejor con aplicaciones anuales de potasa. Los botones florales pueden aguantar las heladas tardías. Tiene un tiempo de floración que comienza a partir del 2 de mayo con el 10% de floración, para el 8 de mayo tiene una floración completa (80%), y para el 16 de mayo tiene un 90% caída de pétalos.
'Beauty of Bath' tiene una talla de fruto pequeño tendiendo a medio; forma globosa aplanada; con nervaduras ausentes, y con corona muy débil; epidermis es opaca, con color de fondo amarillo, con un sobre color rojo, importancia del sobre color medio a alto, y patrón del sobre color rayado / sólido a ras presentando rubores rosados y a menudo rojos brillantes, a veces hay pequeñas manchas de "russeting", "russeting" (pardeamiento áspero superficial que presentan algunas variedades) bajo; ojo de tamaño grande y cerrado, colocado en una cuenca calicina profunda y ancha, ligeramente arrugada; pedúnculo corto y grueso, colocado en una cavidad amplia y profundaa; carne es de color blanco cremoso, a veces se pueden ver rastros de rosa debajo de la piel. Algo agrio cuando se recolecta temprano, pero dulce y sabroso cuando se deja madurar completamente. Debe comerse a los pocos días de haber sido recogido, ya que tiende a volverse harinoso muy rápidamente.
Su tiempo de recogida de cosecha temprano se inicia a principios de agosto. No se conserva bien hay que comerla después de cosechada.

## Progenie
'Beauty of Bath' es el origen de Desportes variedades cultivares de manzana:
- "Crimson Beauty of Bath",
- "Tim's Early".

## Usos
Una buena manzana de uso de postre fresca en mesa con sabor agridulce y refrescante.

## Ploidismo
Diploide, autofértil. Grupo de polinización: C, Día 9.

## Susceptibilidades
Resistente a la Sarna del manzano. Sensible al tratamiento con azufre.